# Apanteles jhaverii
Apanteles jhaverii är en stekelart som beskrevs av Bhatnagar 1948. Apanteles jhaverii ingår i släktet Apanteles och familjen bracksteklar. Inga underarter finns listade i Catalogue of Life.